# Condado de Hocking
O Condado de Hocking é um dos 88 condados do Estado americano de Ohio. A sede do condado é Logan, e sua maior cidade é Logan. O condado possui uma área de 1 097 km² (dos quais 2 km² estão cobertos por água), uma população de 28 241 habitantes, e uma densidade populacional de 27 hab/km² (segundo o censo nacional de 2000). O condado foi fundado em 1 de março de 1818.